# Dasyandantha
Dasyandantha là một chi thực vật có hoa trong họ Cúc (Asteraceae).

## Loài
Chi Dasyandantha gồm các loài: